# Хосе Калдерон Фријас
Хосе Калдерон (шп. José Calderón; 14. август 1985) панамски је фудбалер, игра на позицији голмана.

## Каријера
Играо је за неколико клубова у Панами, а након тога је 2012. године отишао у иностранство и придружио се гватемалској екипи Хередија. Прешао је у Коатепеке пре почетка сезоне у апертури 2014.
У мају 2015, Калдерон је напустио Коатепеке након што је тим испао из лиге. Од 2018. брани за Депортиво Маратон из Хондураса.

## Репрезентација
Дебитовао је 27. октобра 2005. године за репрезентацију Панаме у пријатељском мечу против Бахреина. Панама је успела први пут да избори пласман на Светско првенство 2018, победом над Костариком од 2:1. Био је уврштен у састав Панаме на Светском првенству у Русији 2018. године.

## Трофеји
Панама
- Победник Централноамеричког купа (1): 2009.